# Paspalum repens
Paspalum repens är en gräsart som beskrevs av Peter Jonas Bergius. Paspalum repens ingår i släktet tvillinghirser, och familjen gräs. Inga underarter finns listade i Catalogue of Life.